# Тендитник, Дмитрий Иванович
Дмитрий Иванович Тендиник (укр. Дмитро Іванович Тендітник; 5 ноября 1913 года, село Бобровник, Зеньковский уезд, Полтавская губерния — 13 августа 1998 года, село Бобровник, Зеньковский район, Полтавская область, Украина) — передовик производства, бригадир тракторной бригады колхоза «Украина» Зеньковского района Полтавской области, Украинская ССР. Герой Социалистического Труда (1965). Депутат Верховного Совета УССР 7 и 8 созывов.

## Биография
Родился 5 ноября 1913 года в селе Бобровник в крестьянской семье. Свою трудовую деятельность начал в 1930 году в колхозе «Новая жизнь» в селе Бобровник. В 1935 году окончил курсы трактористов при Зеньковской МТС. В 1937 году назначен бригадиром механиков на Зеньковской МТС. После начала Великой Отечественной войны эвакуировался в Курскую область. В 1942 году возвратился в родное село, где трудился на общественном дворе. После освобождения в 1944 году Полтавской области от немецких захватчиков продолжил работать бригадиром на Зеньковской МТС.
С 1953 по 1958 год — бригадир тракторной бригады Зеньковской МТС. С 1958 года работал бригадиром тракторной бригады колхоза «Украина» Зеньковского района.
В 1965 году удостоен звания Героя Социалистического Труда «за успехи, достигнутые в повышении урожайности, увеличении производства и заготовок сахарной свеклы».
Избирался депутатом Верховного Совета УССР 7 — 8 созывов, делегатом XXIV съезда КПСС и XIII съезда КПУ.
В 1974 году вышел на пенсию. Проживал в родном селе, где скончался в 1998 году.

## Награды
- Герой Социалистического Труда — указом Президиума Верховного Совета СССР от 31 декабря 1965 года
- Орден Ленина
- Орден Октябрьской Революции (1971)
- Орден Трудового Красного Знамени (1973)